# المرقاب، یمن
ال مرقاب، یمن یک منطقهٔ مسکونی در یمن است که در استان ذمار واقع شده‌است.

## خصوصیات
ال مرقاب ۲٬۷۵۴ متر بالاتر از سطح دریا واقع شده‌است.